# Prinsenlaan
 (avril 2025).
Si vous disposez d'ouvrages ou d'articles de référence ou si vous connaissez des sites web de qualité traitant du thème abordé ici, merci de compléter l'article en donnant les références utiles à sa vérifiabilité et en les liant à la section « Notes et références ».
Le Prinsenlaan, est un ancien stade néerlandais de football situé dans la ville de Rotterdam.
Le stade est connu pour avoir servi d'enceinte à domicile pour l'équipe de football du Sparta Rotterdam entre 1905 et 1916.

## Histoire
En 1905, le stade prend le relais du Schuttersveld et devient le nouveau stade du Sparta Rotterdam. En 1915, le Sparta quitte le stade pour aller s'installer au Sparta Stadion Het Kasteel.
Le stade a accueilli plusieurs fois l'équipe des Pays-Bas de football.

## Événements

### Matchs internationaux[1]
| #  | Date          | Rencontre           | Résultat | Compétition  |
| -- | ------------- | ------------------- | -------- | ------------ |
| 1. | 26 avril 1908 | Pays-Bas – Belgique | 3 - 1    | Match amical |
| 2. | 10 mai 1908   | Pays-Bas – France   | 4 - 1    | Match amical |
| 3. | 25 avril 1909 | Pays-Bas – Belgique | 4 - 1    | Match amical |